# Kostel svatého Bedřicha (Bílá)
Kostel svatého Bedřicha se nachází v obci Bílá, v okrese Frýdek-Místek. Od roku 1964 je chráněn jako kulturní památka.

## Historie
Kostel nechal v letech 1873–1874 vystavět olomoucký arcibiskup kardinál Bedřich Egon Lanthrabě z Fürstenberka a její realizací pověřil Antonína Kybastu, hlavního arcibiskupského stavitele. Věřící z Bílé do té doby museli docházet do Ostravice. Jako inspirace posloužil kostel vystavěný v tzv. severském či švédském stylu pro světovou výstavu ve Vídni.
Původní kostel, k jehož vysvěcení došlo v roce 1875, byl o něco menší než ten současný. V roce 1911 se stal farním kostelem a došlo k přístavbě sakristie, kůru a věže. Zároveň byla celá stavba vyzvednuta na kamenný sokl.

## Popis
Jedná se o trojlodní dřevěnou stavbu na zalamovaném půdorysu. Centrální obdélnou loď zakončuje trámový strop, na hlavní průčelí přisedá věž se štíhlými okny a jehlanem, zakončeným makovicí a křížem. Věž i střechu pokrývá ručně štípaný šindel.
Při stavbě kostela byla použita na české poměry neobvyklá konstrukce zvaná stavkirche, rozšířená především v Norsku v 11. století. Horní okna v kostela jsou vitrážová, dolní v roce 1945 nahradila křížová cesta, zhotovená leptáním skla.
Vnitřní sloupy byly vytvořeny z jednoho kusu dřeva, v prvním patře nesou galerii, v bocích se slepými arkádami. V zadní části je umístěn chrámový kůr s trojicí otevřených arkád. Varhany z roku 1924 pochází od Vojtěcha Káše z Brna. Ve střední části chrámové lodi přerušují galerie boční vchody s předsíňkami.